# Блок параметров BIOS
Блок параметров BIOS (англ. BIOS parameter block, часто сокращается до ВРВ) — структура данных, используемая в основном в вычислительной технике на базе процессоров с архитектурой x86 или x86-64, располагающаяся в загрузочном секторе раздела и описывающая логическую структуру хранилища данных. На устройствах, поддерживающих разделы, таких как жесткие диски, в ВРВ описывается объём раздела, в то время как на неделимых разделами устройствах, таких как дискеты, оно описывает весь носитель. Основу ВРВ можно использовать в любом разделе, в том числе на гибких дисках, где его присутствие часто необходимо, однако, некоторые файловые системы могут использовать его и для описания основных файловых структур.
Файловые системы, использующие блок параметров BIOS включают: FAT12 (кроме DOS 1.x версий), FAT16, FAT32, HPFS и NTFS. Из-за различных типов полей, объёма данных, которые они содержат, длина ВРВ отличается для загрузочных секторов FAT16, FAT32, и NTFS. (Подробное описание различных вариантов FAT ВРВ и её элементов может быть найдено в соответствующих статьях). ECMA-107 или ISO/IEC 9293 (который описывает, FAT для дискет и оптических дисков) также называет это как дескриптор FDC или расширенный дескриптор FDC.

## FAT12 / FAT16

### DOS 2.0 BPB
Основная статья: DOS
Формат стандартной DOS 2.0 ВРВ для FAT12 (13 байта):
| Смещение в секторе | Смещение в ВРВ | Длина                      | Описание                                |
| ------------------ | -------------- | -------------------------- | --------------------------------------- |
| 0x00B              | 0x00           | 2 байта — слово (word) x86 | Байт на логическом секторе              |
| 0x00D              | 0x02           | 1 байт                     | Логических секторов в кластере          |
| 0x00E              | 0x03           | 2 байта (word)             | Зарезервированых секторов               |
| 0x010              | 0x05           | 1 байт                     | Количество таблиц FAT                   |
| 0x011              | 0x06           | 2 байта (word)             | Количество элементов корневого каталога |
| 0x013              | 0x08           | 2 байта (word)             | Всего логических секторов на диске      |
| 0x015              | 0x0A           | 1 байт                     | Тип носителя                            |
| 0x016              | 0x0B           | 2 байта (word)             | Логических секторов в FAT               |

### DOS 3.0 BPB
Формат стандартного DOS 3.0 ВРВ для FAT12 и FAT16 (19 байт), так же поддерживается некоторыми версиями MS-DOS 2.11: [2]
| Смещение в секторе | Смещение в ВРВ | Длина          | Описание                                           |
| ------------------ | -------------- | -------------- | -------------------------------------------------- |
| 0x00B              | 0x00           | 13 байт        | DOS 2.0 BPB                                        |
| 0x018              | 0x0D           | 2 байта (word) | Физических секторов на дорожке                     |
| 0x01A              | 0x0F           | 2 байта (word) | Количество головок                                 |
| 0x01C              | 0x11           | 2 байта (word) | Всего скрытых секторов (совместимо с DOS 3.31 BPB) |

### DOS 3.2 BPB
Формат стандартного DOS 3.2 ВРВ для FAT12 и FAT16 (21 байт):
| Смещение в секторе | Смещение в ВРВ | Длина          | Описание                                     |
| ------------------ | -------------- | -------------- | -------------------------------------------- |
| 0x00B              | 0x00           | 19 байт        | DOS 3.0 BPB                                  |
| 0x01E              | 0x13           | 2 байта (word) | Всего секторов (несовместимо с DOS 3.31 BPB) |

### DOS 3.31 ВРВ
Формат стандартного DOS 3.31 ВРВ для FAT12, FAT16 и FAT16B (25 байт):
| Смещение в секторе | Смещение в ВРВ | Длина           | Описание                                                                                         |
| ------------------ | -------------- | --------------- | ------------------------------------------------------------------------------------------------ |
| 0x00B              | 0x00           | 13 байт         | DOS 2.0 BPB                                                                                      |
| 0x018              | 0x0D           | 2 байта (word)  | Физические секторов на дорожке (идентичный DOS 3.0 BPB)                                          |
| 0x01A              | 0x0F           | 2 байта (word)  | Количество головок (идентично DOS 3.0 BPB)                                                       |
| 0x01C              | 0x11           | 4 байта (dword) | Скрытых секторов (совместимо с DOS 3.0 BPB)                                                      |
| 0x020              | 0x15           | 4 байта (dword) | Всего логических секторов (размер переменной увеличен, поддерживает количество до 4 294 967 296) |

### DOS 3.4 EBPB
Основная статья: DOS 3.4 EBPB
Формат PC DOS 3.4 и OS / 2 1,0-1,1 Extended BPB для FAT12, FAT16 и FAT16B (32 байта):
| Смещение в секторе | Смещение в ВРВ | Длина           | Описание |
| ------------------ | -------------- | --------------- | --- |
| 0x00B              | 0x00           | 25 байт         | DOS 3.31 ВРВ |
| 0x024              | 0x19           | 1 байт          | Номер физического диска |
| 0x025              | 0x1A           | 1 байт          | Флаги |
| 0x026              | 0x1B           | 1 байт          | Расширенная загрузочная запись                                                                                              |
| 0x027              | 0x1C           | 4 байта (dword) | Серийный номер тома (создаётся при форматировании из даты и времени, зашифрованных простым алгоритмом операционной системы) |

## FAT12 / FAT16 / HPFS

### DOS 4.0 EBPB
Формат DOS 4.0 и OS/2 1.2 Extended (расширенный англ.) BPB для FAT12, FAT16, HPFS и FAT16B (51 байта):
| Смещение в секторе | Смещение в ВРВ | Длина           | Описание |
| ------------------ | -------------- | --------------- | --- |
| 0x00B              | 0x00           | 25 байт         | DOS 3.31 ВРВ |
| 0x024              | 0x19           | 1 байт          | Номер физического диска (идентичен DOS 3.4 EBPB)                                                                            |
| 0x025              | 0x1A           | 1 байт          | Флаги (идентичные DOS 3.4 EBPB)                                                                                             |
| 0x026              | 0x1B           | 1 байт          | Расширенная загрузочная запись (по аналогии с DOS 3.4 EBPB и NTFS EBPB)                                                     |
| 0x027              | 0x1C           | 4 байта (dword) | Серийный номер тома (создаётся при форматировании из даты и времени, зашифрованных простым алгоритмом операционной системы) |
| 0x02B              | 0x20           | 11 байт         | Метка тома |
| 0x036              | 0x2B           | 8 байт          | Тип файловой системы |

## FAT32

### DOS 7.1 EBPB
Формат короткого DOS 7.1 «Расширенного блока параметров BIOS» (60 байт) в файловой системе FAT32:
| Смещение в секторе | Смещение в ВРВ | Длина           | Описание                                                                       |
| ------------------ | -------------- | --------------- | ------------------------------------------------------------------------------ |
| 0x00B              | 0x00           | 25 байт         | DOS 3.31 ВРВ                                                                   |
| 0x024              | 0x19           | 4 байта (dword) | Размер FAT в логических секторах                                               |
| 0x028              | 0x1D           | 2 байта (word)  | Двойное поле флагов (два одинаковых байтовых поля)                             |
| 0x02A              | 0x1F           | 2 байта (word)  | Версия                                                                         |
| 0x02C              | 0x21           | 4 байта (dword) | Корневой каталог в кластерах                                                   |
| 0x030              | 0x25           | 2 байта (word)  | Расположение FSI-структуры (дополнительный блок информации о файловой системе) |
| 0x032              | 0x27           | 2 байта (word)  | Расположение резервных секторов                                                |
| 0x034              | 0x29           | 12 байт         | Зарезервировано (имя файла загрузки)                                           |
| 0x040              | 0x35           | 1 байт          | Номер физического диска                                                        |
| 0x041              | 0x36           | 1 байт          | Флаги                                                                          |
| 0x042              | 0x37           | 1 байт          | Расширенная загрузочная запись                                                 |
| 0x043              | 0x38           | 4 байта (dword) | Серийный номер тома                                                            |

Формат полного DOS 7.1 «Расширенного блока параметров BIOS» (79 байт) в файловой системе FAT32:
| Смещение в секторе | Смещение в ВРВ | Длина           | Описание                                                                       |
| ------------------ | -------------- | --------------- | ------------------------------------------------------------------------------ |
| 0x00B              | 0x00           | 25 байт         | DOS 3.31 ВРВ                                                                   |
| 0x024              | 0x19           | 4 байта (dword) | Размер FAT в логических секторах                                               |
| 0x028              | 0x1D           | 2 байта (word)  | Двойное поле флагов (два одинаковых байтовых поля)                             |
| 0x02A              | 0x1F           | 2 байта (word)  | Версия                                                                         |
| 0x02C              | 0x21           | 4 байта (dword) | Корневой каталог в кластерах                                                   |
| 0x030              | 0x25           | 2 байта (word)  | Расположение FSI-структуры (дополнительный блок информации о файловой системе) |
| 0x032              | 0x27           | 2 байта (word)  | Расположение резервных секторов                                                |
| 0x034              | 0x29           | 12 байт         | Зарезервировано (имя файла загрузки)                                           |
| 0x040              | 0x35           | 1 байт          | Номер физического диска                                                        |
| 0x041              | 0x36           | 1 байт          | Флаги                                                                          |
| 0x042              | 0x37           | 1 байт          | Расширенная загрузочная запись                                                 |
| 0x043              | 0x38           | 4 байта (dword) | Серийный номер тома                                                            |
| 0x047              | 0x3C           | 11 байт         | Метка тома                                                                     |
| 0x052              | 0x47           | 8 байт          | Тип файловой системы                                                           |

## NTFS
Формат Расширенная ВРВ для NTFS (73 байта):
| Смещение в секторе | Смещение в ВРВ | Длина           | Описание                                                                |
| ------------------ | -------------- | --------------- | ----------------------------------------------------------------------- |
| 0x00B              | 0x00           | 25 байт         | DOS 3.31 ВРВ                                                            |
| 0x024              | 0x19           | 1 байт          | Номер физического диска                                                 |
| 0x025              | 0x1A           | 1 байт          | Флаги (идентичные DOS 3.4 EBPB)                                         |
| 0x026              | 0x1B           | 1 байт          | Расширенная загрузочная запись (по аналогии с DOS 3.4 EBPB и NTFS EBPB) |
| 0x027              | 0x1C           | 1 байт          | Зарезервировано                                                         |
| 0x028              | 0x1D           | 8 байт (qword)  | Секторов в томе                                                         |
| 0x030              | 0x25           | 8 байт (qword)  | Первый кластер MFT                                                      |
| 0x038              | 0x2D           | 8 байт (qword)  | Первый кластер MFT (копия предыдущего поля)                             |
| 0x040              | 0x35           | 4 байта (dword) | Размер записи MFT                                                       |
| 0x044              | 0x39           | 4 байта (dword) | Размер индексного блока                                                 |
| 0x048              | 0x3D           | 8 байт (qword)  | Серийный номер тома                                                     |
| 0x050              | 0x45           | 4 байта (dword) | Контрольная сумма                                                       |

## Список литературы
1. ↑  Microsoft. Microsoft Windows 2000 Server Operations Guide. Microsoft Press